# 圆瓣珍珠菜
圆瓣珍珠菜（学名：Lysimachia orbicularis）为报春花科珍珠菜属的植物，是中国的特有植物。分布在中国大陆的四川等地，生长于海拔2,150米的地区，见于沟谷旁，目前尚未由人工引种栽培。